# Alexander Sieghart
Alexander Sieghart (* 29. Juli 1994 in Bangkok) ist ein deutsch-thailändischer Fußballspieler.

## Karriere
Sieghart begann in Fürstenfeldbruck beim TSV Fürstenfeldbruck West mit dem Fußballspielen, wechselte später zum Lokalrivalen SC Fürstenfeldbruck und 2007 in die Jugendabteilung des FC Bayern München. In sechs Jahren durchlief er alle Altersklassen und spielte zuletzt von 2011 bis 2013 für die A-Jugendmannschaft in der Staffel Süd/Südwest der A-Junioren-Bundesliga. In dieser bestritt er 30 Punktspiele und erzielte fünf Tore. Des Weiteren kam er in der Endrunde um die deutsche A-Junioren-Meisterschaft 2013 in den beiden Halbfinalspielen gegen Hansa Rostock zum Einsatz.
Zur Saison 2013/14 rückte er in die zweite Mannschaft auf, für die er in der viertklassigen Regionalliga Bayern in zehn Punktspielen zur Meisterschaft beitrug. Sein Debüt im Seniorenbereich gab er noch als A-Jugendspieler am 23. März 2013 beim 3:2-Sieg im Heimspiel gegen den TSV Buchbach mit Einwechslung für Marius Duhnke in der 72. Minute.
Zur Saison 2015/16 wechselte er zum Drittligaabsteiger SpVgg Unterhaching, für den er 29 Punktspiele bestritt und fünf Tore erzielte. Sein erstes Tor im Seniorenbereich gelang ihm am 11. September 2015 beim 5:0-Sieg im Auswärtsspiel gegen den FC Memmingen mit dem Treffer zum 3:0 in der 45. Minute.
In Thailand absolvierte er für den thailändischen Erstligisten Buriram United, zugleich amtierender Doublesieger, zwölf Punktspiele in der Saison 2016. Die Mannschaft schloss die Spielzeit als Drittplatzierter ab.
Zur Folgespielzeit wechselte er zum Ligakonkurrenten und Hauptstadtverein Bangkok United; sein Vertrag galt vorerst bis zum 30. Juni 2020. In seinen 13 Punktspielen erzielte er an zwei aufeinander folgenden Spieltagen seine ersten beiden Tore. Mit dem Treffer zum 3:0 in der 76. Minute beim 4:0-Sieg im Heimspiel gegen Super Power Samut Prakan am 23. September 2017 und dem Treffer zum 2:1 in der 33. Minute beim 7:2-Sieg im Auswärtsspiel gegen den Sisaket FC am 14. Oktober 2017 gelangen ihm seine ersten Tore in einer ersten Liga.
Anfang 2021 wechselte er auf Leihbasis für anderthalb Jahre zum Ligakonkurrenten Police Tero FC. Für Police bestritt er 22 Erstligaspiele. Nach der Ausleihe kehrte er Ende Mai 2022 zu United zurück. Ende Juni 2022 wurde sein Vertrag bei Bangkok United nicht verlängert.

## Privates
Sieghart wurde in Thailand als Sohn eines Deutschen und einer Thailänderin geboren. Nachdem er seine Jugend in Deutschland verbracht hatte, zog er im Alter von 21 Jahren in sein Geburtsland zurück. Er ist der Bruder von Marcel Sieghart.